# Élections législatives de 1919 dans le Doubs
Les élections législatives de 1919 ont eu lieu le 16 novembre 1919.

## Élus
|   | Député élu       |  | Groupe parlementaire                 |
| - | ---------------- |  | ------------------------------------ |
| 1 | René de Moustier |  | Entente républicaine et démocratique |
| 2 | Antoine Saillard |  | Entente républicaine et démocratique |
| 3 | René Caron       |  | Entente républicaine et démocratique |
| 4 | Alfred Maire     |  | Entente républicaine et démocratique |
| 5 | Adolphe Girod    |  | Parti radical et radical-socialiste  |

## Résultats à l'échelle du département

### Par listes
| Listes         | Listes                                                                                   | Premier tour | Premier tour | Sièges |
| Listes         | Listes                                                                                   | Voix         | %            | Sièges |
| -------------- | ---------------------------------------------------------------------------------------- | ------------ | ------------ | ------ |
|                | Liste de l'Entente républicaine démocratique et libérale                                 | 25 698       | 43,45        | 4      |
|                | Liste d'Union démocratique pour le relèvement national dans l'ordre et le progrès social | 22 498       | 38,04        | 1      |
|                | Liste du Parti socialiste unifiée                                                        | 10 256       | 17,34        | 0      |
|                |                                                                                          |              |              |        |
| Inscrits       | Inscrits                                                                                 | 84 610       | 100,00       | 5      |
| Votants        | Votants                                                                                  | 59 782       | 70,66        |        |
| Abstention     | Abstention                                                                               | 24 828       | 29,34        |        |
| Blancs et nuls | Blancs et nuls                                                                           | 634          | 1,06         |        |
| Exprimés       | Exprimés                                                                                 | 59 148       | 98,94        |        |

### Par candidats
| Candidat       | Candidat         | Tendance            | Voix   | %      |
| -------------- | ---------------- | ------------------- | ------ | ------ |
|                | René de Moustier | FR                  | 25 840 | 43,69  |
|                | Antoine Saillard | FR                  | 25 902 | 43,79  |
|                | René Caron       | ALP                 | 25 528 | 43,16  |
|                | Alfred Maire     | FR                  | 25 738 | 43,51  |
|                | Royer            | FR                  | 25 486 | 43,09  |
|                |                  |                     |        |        |
|                | Marc Réville     | Radical indépendant | 22 115 | 37,39  |
|                | Adolphe Girod    | PRRRS               | 23 198 | 39,22  |
|                | Julien Durand    | PRRRS               | 22 374 | 37,83  |
|                | Lucas            | PRRRS               | 22 423 | 37,91  |
|                | Jeanningros      | PRRRS               | 22 382 | 37,84  |
|                |                  |                     |        |        |
|                | Bassenne         | SFIO                | 10 221 | 17,28  |
|                | Ducatillon       | SFIO                | 10 221 | 17,28  |
|                | Hintzy           | SFIO                | 10 275 | 17,37  |
|                | Jouchoux         | SFIO                | 10 343 | 17,49  |
|                | Telmas           | SFIO                | 10 173 | 17,20  |
|                |                  |                     |        |        |
| Inscrits       | Inscrits         | Inscrits            | 84 610 | 100,00 |
| Votants        | Votants          | Votants             | 59 782 | 70,66  |
| Abstentions    | Abstentions      | Abstentions         | 24 828 | 29,34  |
| Blancs et nuls | Blancs et nuls   | Blancs et nuls      | 634    | 1,06   |
| Exprimés       | Exprimés         | Exprimés            | 59 148 | 98,94  |